# Donne nel Medioevo

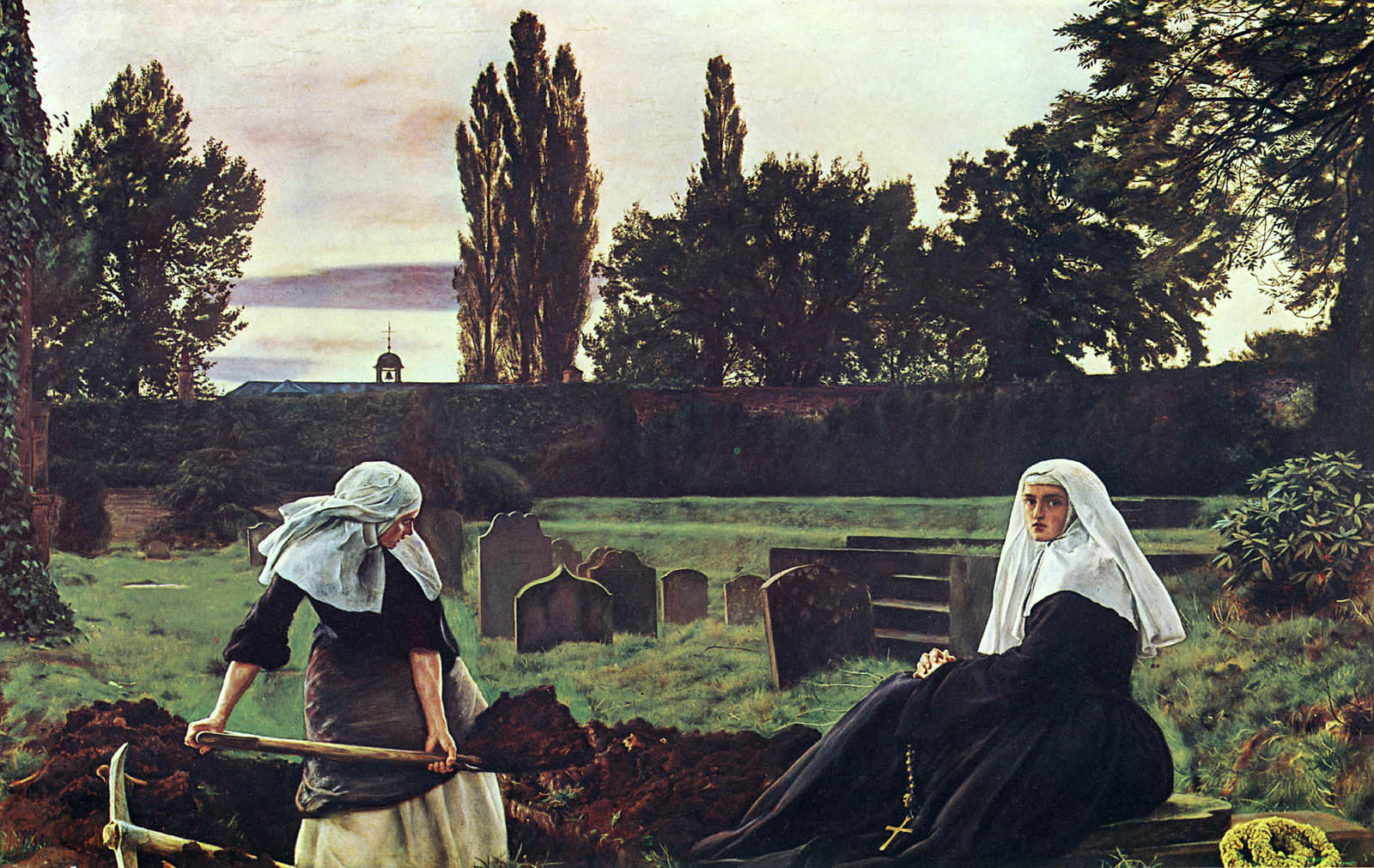
Il monastero cristiano fu l'unica alternativa possibile per quelle donne che non intendevano sposarsi, questo per tutto il Medioevo e oltre. Dipinto di John Everett Millais (1858).

Le donne nel Medioevo occuparono diversi ruoli sociali. Nel corso di questo periodo di storia dell'Europa, che durò dal V al XV secolo, le donne detennero le posizioni di moglie, madre, contadina, artigiana e monaca, nonché alcuni importanti ruoli di direzione come quelli di badessa e regina regnante. Il concetto stesso di "donna" è cambiato in diversi modi durante quest'estesissima epoca e varie forze contribuirono ad influenzarne i ruoli.

## Alto Medioevo (476-1000)

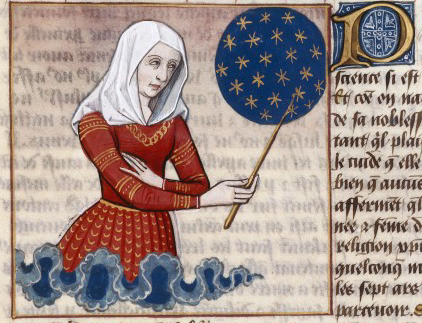
La poetessa Faltonia Betizia Proba insegna la storia del mondo dalla creazione tramite la sua opera Cento vergilianus de laudibus Christi. Miniatura di un manoscritto del XV secolo del De mulieribus claris di Giovanni Boccaccio. (Autore Robinet Testard).

La Chiesa cattolica romana costituì ed esercitò una importante forza culturale unificante per tutto l'Alto medioevo, con il suo assortimento di conoscenze provenienti dalla filosofia latina e dalla letteratura latina, in special modo attraverso la conservazione dell'arte della scrittura e l'amministrazione centralizzata tramite la rete dei vescovi. Storicamente all'interno del cattolicesimo il ruolo episcopale - nonché quello sacerdotale - rimane limitato agli uomini. Il primo concilio di Orange (441) proibì inoltre anche l'ordinazione delle diaconesse, una sentenza questa ripetuta anche al Concilio di Epaon (517) e al secondo concilio d'Orleans (533).
Con l'istituzione del monachesimo cristiano però altri ruoli interni alla Chiesa divennero disponibili per le donne. A partire dal V secolo in poi i conventi cristiani permisero alle donne di sfuggire all'obbligo sociale rappresentato dal matrimonio e dall'allevamento dei figli, permettendole così d'acquisire l'alfabetizzazione e l'apprendimento, oltre che di svolgere un ruolo religioso maggiormente energico.
Le badesse poterono a loro volta divenire personalità importanti, spesso governando monasteri sia maschili sia femminili e mantenendo la proprietà privata sulle terre; ebbero in tal modo la possibilità di acquisire un potere significativo. Figure come quella di Ilda di Whitby (618-80) poterono acquistare un'influenza su scala nazionale e finanche internazionale.

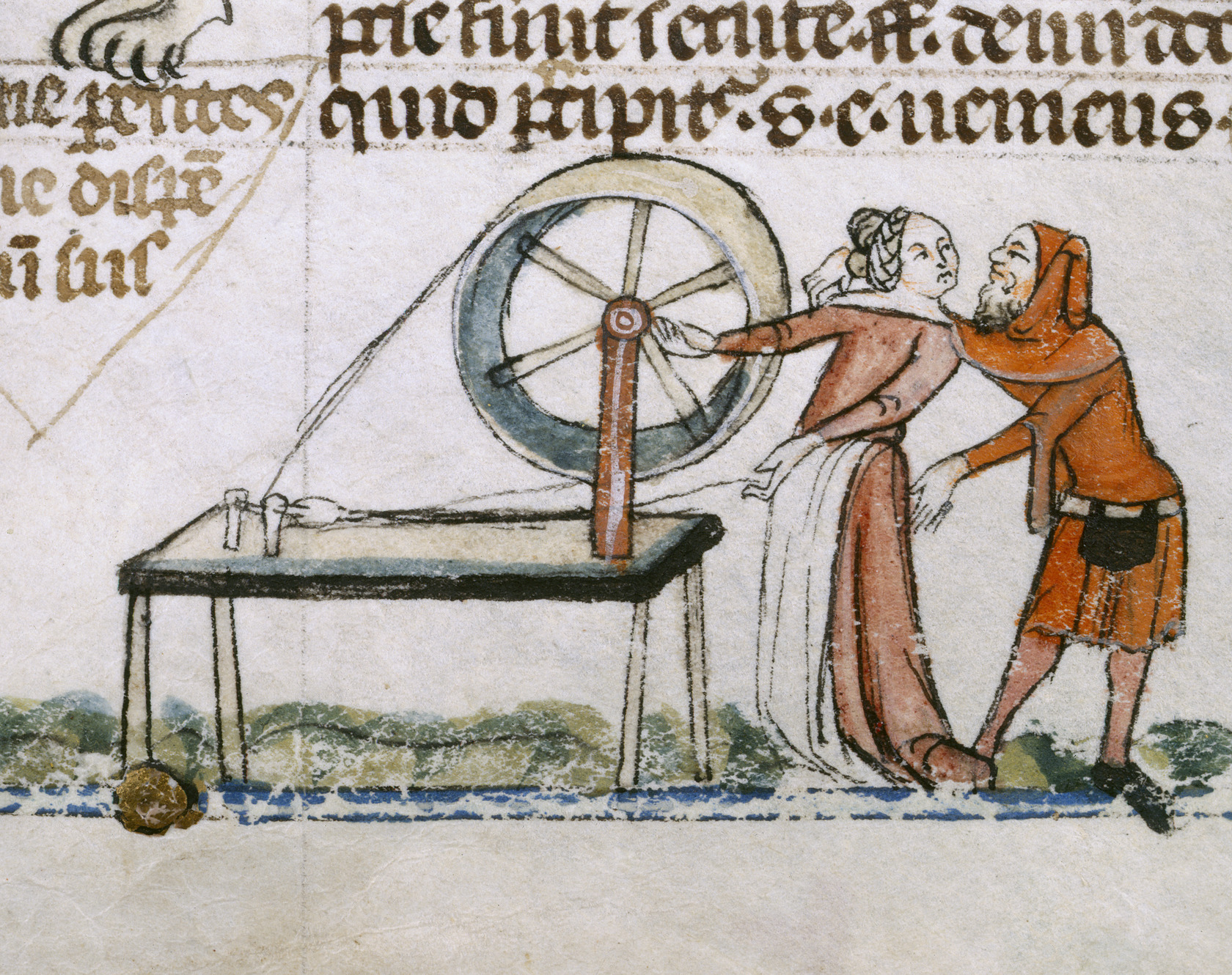
Incontro amoroso mentre la donna sta al telaio (1340 circa).

La filatura fu una delle tante tradizioni artigianali femminili, inizialmente eseguita utilizzando il fuso e la conocchia; il filatoio ad alette venne introdotto invece verso la fine dell'epoca altomedioevale.
Per la maggior parte di questi secoli, fino all'introduzione della birra fatta con il luppolo, la bevanda venne prodotta in gran parte dalle donne; questa fu una forma di lavoro che poteva svolgersi tranquillamente anche in casa. Inoltre alle donne sposate fu anche generalmente richiesto di assistere i propri mariti nelle varie attività contadine e artigianali; una gran quantità di queste unioni matrimoniali vennero facilitate dal fatto che molti impieghi si svolgevano dentro o comunque nelle immediate vicinanze delle abitazioni. Vi sono tuttavia anche esempi registrati di donne impegnate in un'impresa diversa da quella del marito.

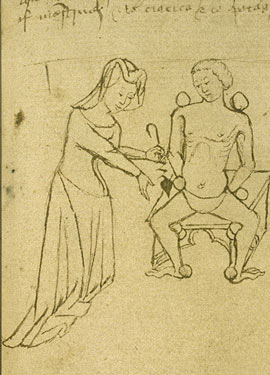
Una donna medico che cura un paziente (1400-25).

L'ostetricia venne praticata in un modo informale, diventando gradualmente un'occupazione specializzata solo nel tardo medioevo. Le donne spesso ci rimettevano la vita durante il parto, anche se poi alcune di loro sopravvissero invece anche agli stessi figli, potendo giungere a vivere quasi tanto quanto gli uomini. L'aspettativa di vita migliorò gradatamente durante questo periodo, soprattutto causa di una migliorata qualità della nutrizione.
Come lo era per gli uomini contadini, anche per le donne la vita nei campi risultò essere assai difficoltosa. Le donne ad un tale livello sociale furono generalmente considerate alla pari, in un'uguaglianza di genere "ante litteram" (questo anche se alcuni studiosi hanno sostenuto che esse avessero sostanzialmente lo stesso status subordinato femminile vigente anche altrove nella società medievale); il che spesso non significava altro che la povertà condivisa. Fino a quando l'alimentazione non migliorò l'aspettativa alla nascita risultò essere significativamente inferiore rispetto a quella dei maschi, forse non più di 25 anni. Conseguentemente in alcune regioni vi potevano essere fino a 4 uomini per ogni 3 donne.

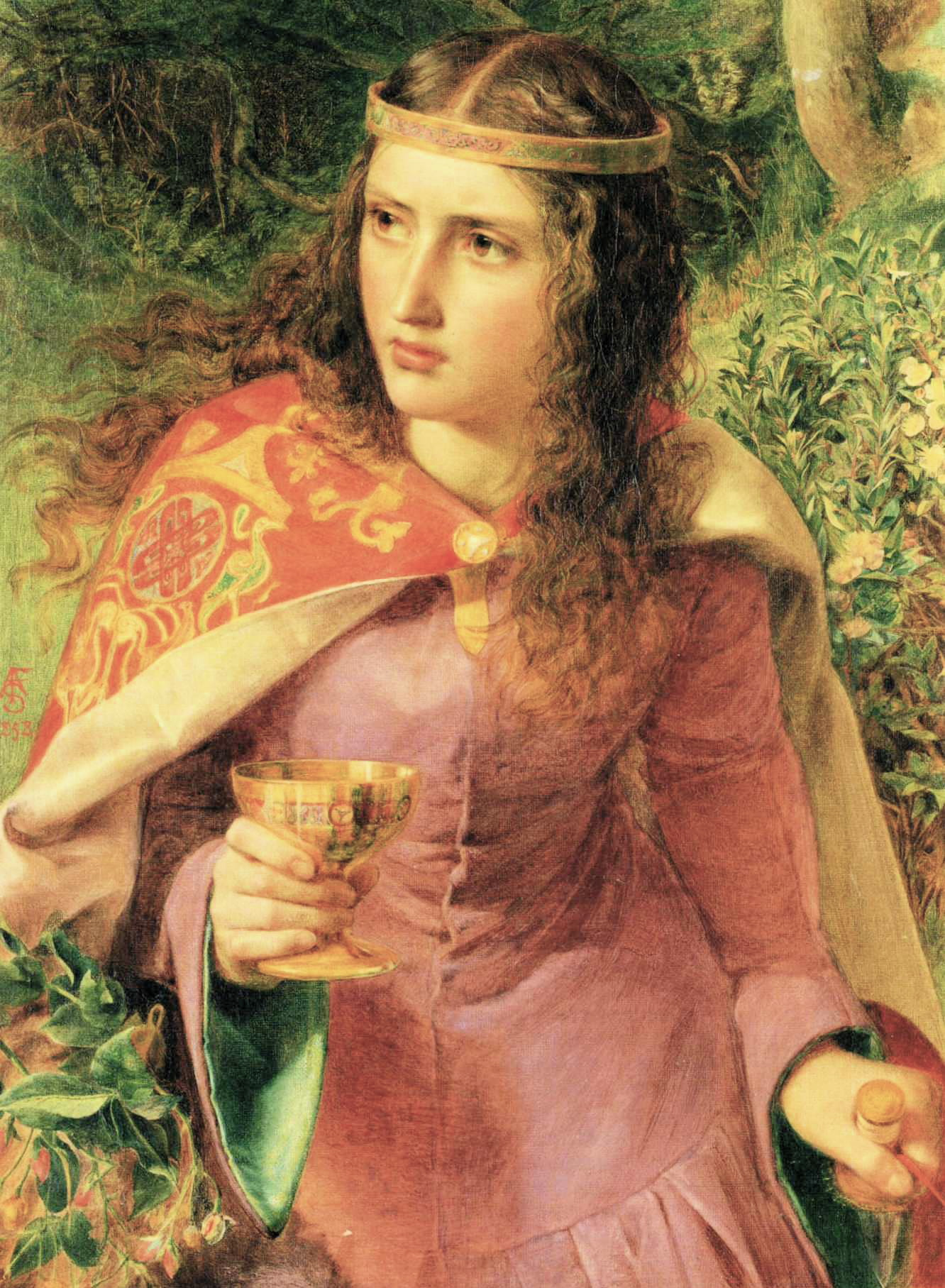
Eleonora d'Aquitania in un olio su tela di Anthony Frederick Augustus Sandys del 1858.

## Pieno Medioevo (1000-1400)
Eleonora d'Aquitania (1122-1204) fu una delle donne più ricche e potenti dell'Europa occidentale durante il medio corso medioevale; fu la mecenate di diverse figure letterarie di spessore, come il poeta normanno Robert Wace, il troviero francese Benoît de Sainte-Maure e l'autore del ciclo bretone Chrétien de Troyes. Eleonora succedette al padre Suo jure tra i duchi d'Aquitania e i conti di Poitiers all'età di 15 anni, divenendo in tal maniera la sposa più ambita e desiderabile dell'intero continente europeo.
Herrad von Landsberg (1125/30-95), Ildegarda di Bingen (1098-1179) e Héloïse d'Argenteuil (quella di Abelardo ed Eloisa) furono delle badesse nonché influenti autrici di questo periodo. La mistica e poetessa fiamminga Hadewijch (fine XII-inizio XIII secolo) si rivelò anch'essa in questo lasso di tempo. Sia Ildegarda che Trotula de Ruggiero (seconda metà del XII secolo) furono scrittrici ed esperte nell'arte medica.
Costanza d'Altavilla (1154-98), Urraca di Castiglia (1080-1126), Giovanna I di Navarra (1273-1305) e Melisenda di Gerusalemme (1105-61), tra le altre, esercitarono il potere politico.
Le artigiane presenti in alcune città, proprio come i loro equivalenti maschi, si organizzarono in gilde.
Per quanto riguarda il ruolo femminile all'interno della Chiesa, il Papa Innocenzo III ebbe a scrivere nel 1210: "non importa se la beata Vergine Maria madre di Gesù sia la più alta e anche la più illustre di tutti gli apostoli messi insieme, non fu a lei, ma a loro, che il Signore affidò le chiavi del Regno dei cieli"".

## Tardo Medioevo (1400-1492)
Una figura importante viene considerata nella letteratura storico-medica un'ebrea catanese: Virdimura. La sua arte medica che svolgeva a Catania dopo il 1300, grazie alle leggi federiciane, la condusse ad ottenere il 7 novembre 1376 la prima laurea in Medicina per la storia delle donne. La laurea si trova conservata presso l'Archivio di Stato di Palermo, dove fu esaminata da una commissione regia. Virdimura,  si dedicò in particolare alla cura dei poveri, delle donne e dei disagiati, come si legge nel documento attestante la sua abilitazione ad esercitare l'arte medica. Virdimura, essendo ebrea era stata educata alla disciplina alimentare e alla cura della persona secondo gli antichi precetti ebraici. La medicina, soprattutto ebraica e con le donne spesso protagoniste, infatti, ebbe un periodo di eccezionale se non umico fulgore nella Sicilia prima del 1492, anno che coinciderà della cacciata degli ebrei in Sicilia in seguito all'editto di espulsione del 18 giugno 1492 proclamato dai sovrani di Spagna Isabella di Castiglia e Ferdinando II d'Aragona.
Diversamente e in altri luoghi,  la donna ebbe altra considerazione. La lettura del Ménagier de Paris (T. II, Janet, Paris, 1847), trattato composto (manoscritto) verso il 1393 da un anziano borghese benestante parigino con lo scopo di educare la moglie quindicenne è indicativo della considerazione in cui era tenuta la donna nella borghesia francese del periodo.

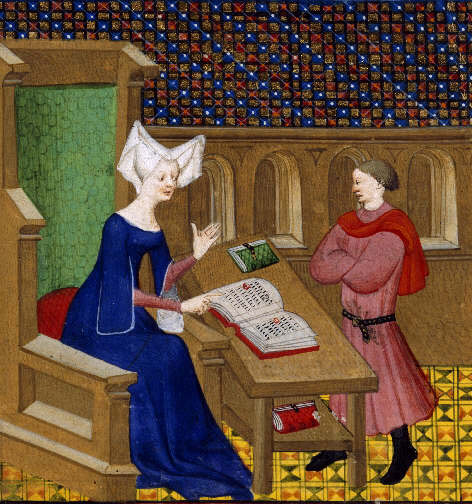
Christine de Pizan mentre istruisce suo figlio (attribuito al Maestro di Bedford, 1413 circa).

Nel Medio Oriente donne come Caterina da Siena (1347-80) e Teresa d'Avila (1515-82) svolsero un ruolo significativo nello sviluppo della teologia e di discussione all'interno della Chiesa e furono successivamente dichiarate sante e dottore della Chiesa cattolica romana. Anche la mistica Giuliana di Norwich (1342-1416) assunse un ruolo di rilievo in Inghilterra.
Isabella di Castiglia (1451-1504) regnò assieme al marito Ferdinando II d'Aragona a seguito dell'Unificazione della Spagna come re cattolici e Giovanna d'Arco (1412-31) guidò con successo l'esercito francese in diverse occasioni durante la guerra dei cent'anni.
Christine de Pizan (1354-1430 circa) fu una nota scrittrice tardomedioevale; ella si occupò di questioni femminili e viene a tutt'oggi considerata come una delle massime esponenti del protofemminismo. Il suo libro intitolato La Città delle Dame non mancò di attaccare la misoginia generalizzata della società del suo tempo, mentre il suo Le trésor de la cité des dames articolò un ideale di virtù femminile per tutte le donne nei diversi sentieri della vita, che andavano dalla moglie del contadino fino alla principessa.
I suoi consigli rivolti alle principesse inclusero anche la raccomandazione di utilizzare le proprie competenze diplomatiche al fine di prevenire le guerre: «se un principe prossimo o straniero vuole per qualsiasi ragione fare guerra contro suo marito o se il marito desidera fare guerra a qualcun altro, la buona signora considererà questa cosa con attenzione, tenendo conto dei grandi mali e delle infinite crudeltà, della distruzione, dei massacri ed infine del danno generale che risulta dalla guerra al paese, l'esito è spesso terribile e pondererà molto e duramente se può fare qualcosa (sempre preservando l'onore del marito) per prevenire questa guerra».
A partire dall'ultimo secolo medioevale cominciarono ad essere messe varie restrizioni sugli impieghi lavorativi e le gilde femminili con la conseguenza che le occupazioni divennero sempre più esclusivamente maschili; alcune delle ragioni potrebbero essere state il crescente status e ruolo politico svolto dalle stesse gilde e la crescente concorrenza svolta dalle industrie dei casolari, che spinsero le gilde a restringere i propri requisiti d'ingresso. Infine anche i diritti di proprietà privata femminile cominciarono ad essere sempre più ridotti.

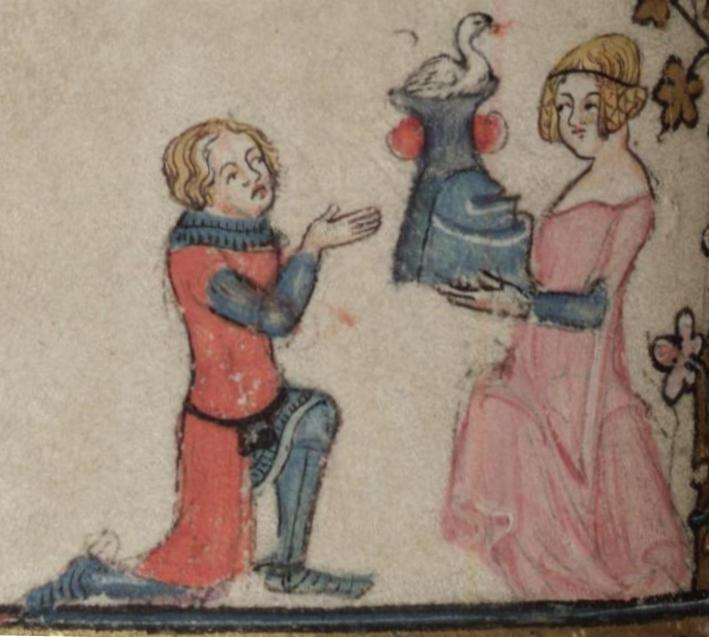
Cavaliere in ginocchio davanti a una dama. Particolare di una miniatura da un manoscritto del Romanzo di Alessandro (Ms. Bodley 264).

## Matrimonio
Il matrimonio lungo tutto il corso del Medioevo fu sia una questione privata sia sociale. Secondo il codice di diritto canonico cattolico il matrimonio venne considerato un legame concreto esclusivo tra il marito e la moglie; ma dando al marito tutto il potere e il controllo nel rapporto: marito e moglie erano partner i quali avrebbero dovuto riflettere nientemeno che Adamo ed Eva.
Anche se le mogli dovettero obbligatoriamente sottomettersi all'autorità maritale, esse riuscirono nonostante tutto a mantenere ancora certi diritti. McDougall concorda con l'argomento di Charles Reid, che sia donne sia uomini condivisero i diritti in materia di sessualità e matrimonio, i quali compresero: «il diritto al consenso al matrimonio, il diritto di chiedere il debito coniugale o il dovere coniugale (sessuale), il diritto di lasciare un matrimonio quando sospettato che fosse invalido o vi fosse un valido motivo di impugnare la separazione ed infine il diritto di scegliere il proprio luogo di sepoltura; la morte fu il punto in cui la proprietà del coniuge si interrompeva».
A livello regionale, nel corso del tempo, il matrimonio avrebbe però anche potuto essere creato diversamente; ad esempio essere proclamato in segreto dalla coppia per reciproco consenso o organizzato tra le famiglie affinché l'uomo e la donna fossero, in certi casi, "forzati" ad acconsentire; ma nel XII secolo nella legge canonica occidentale il consenso (sia nel segreto reciproco che nel campo della sfera pubblica) tra la coppia rimase imperativo. I matrimoni confermati in segretezza furono considerati problematici nella sfera legale ad esempio per quei coniugi che intendevano farlo annullare negando che fosse stato mai consumato.

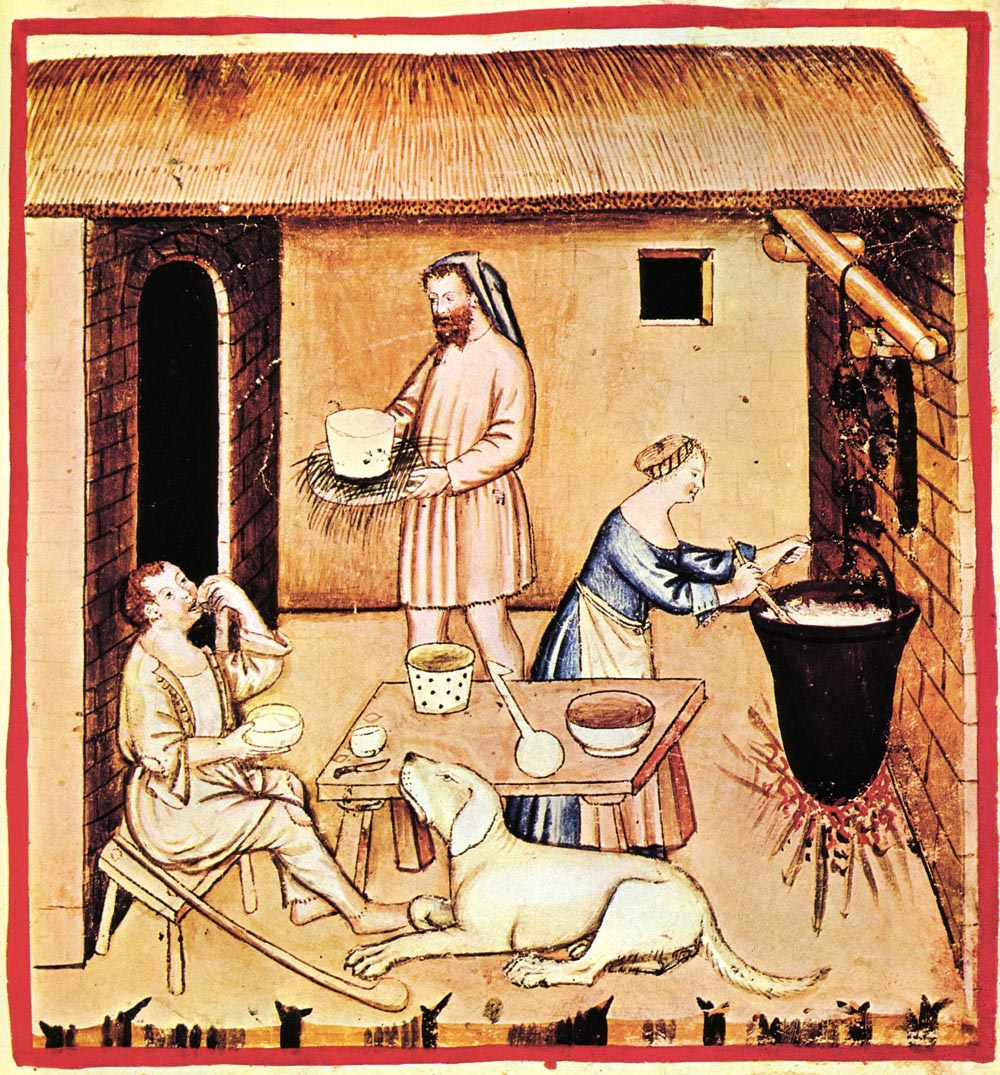
Preparazione collettiva del formaggio in un casolare (XIV secolo).

Le contadine, le schiave e le servitrici in generale ebbero bisogno del permesso e del consenso del loro padrone per potersi sposare; vigevano varie punizioni se non si fosse rispettata una tale regola.
Il matrimonio permise anche alle reti sociali delle coppie di espandersi; questo si verificò, almeno secondo Judith Bennett, che ha studiato il matrimonio di Henry Kroyl Jr. con Agnes Penifader e come le loro sfere sociali mutarono a seguito del loro sposalizio. A causa dei padri delle coppie, Henry Kroyl Sr. e Robert Penifader, che erano abitanti del villaggio di Brigstock (in Northamptonshire), sono stati registrati circa 2.000 riferimenti alle attività della coppia e delle loro famiglie prossime. Bennett spiega come la rete sociale di Kroyl Jr. si sia ampliata notevolmente quando riuscì ad ottenere vasti collegamenti attraverso i suoi sforzi professionali.
Le connessioni di Agnes si ampliarono anche sulla base delle nuove connessioni sociali ottenute da Kroyl Jr. Tuttavia Bennett ha anche notato che un'alleanza tra le famiglie d'origine delle coppie non si formò; Kroyl Jr. ebbe un contatto limitato col padre dopo il matrimonio e la sua rete sociale si espanse grazie alle attività che conduceva con i suoi fratelli e gli altri abitanti del villaggio. Agnes, anche se i contatti con la propria famiglia non cessarono mai del tutto, la sua rete sociale si estese alla famiglia d'origine del marito e alle sue nuove relazioni.

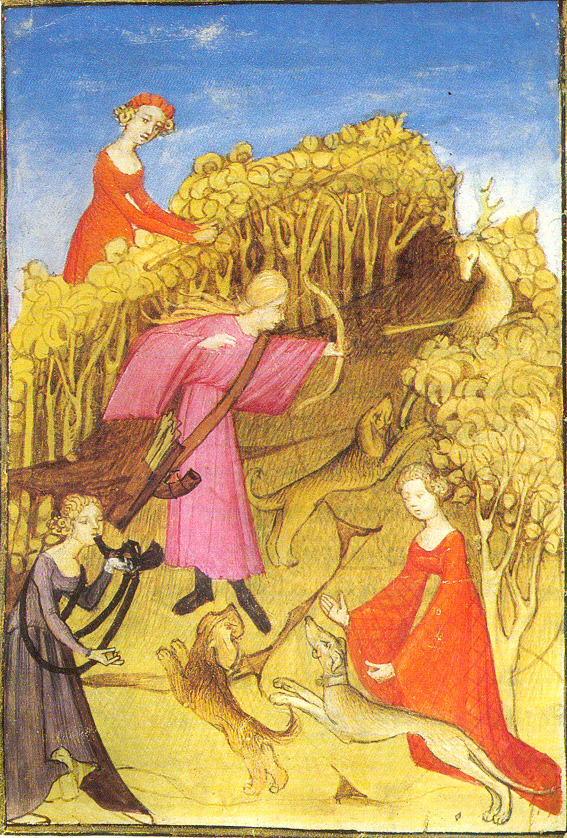
Battuta di caccia: le donne al centro stanno tirando una freccia con l'arco, quella a sinistra suona un olifante per guidare le cacciatrici verso la preda (1407-09 circa).

### Vedovanza e nuove nozze
Alla morte di un coniuge le vedove avrebbero potuto ottenere il potere di eredità sulla proprietà dei loro mariti, a differenza dei figli adulti. La primogenitura, di preferenza maschile, stabiliva che l'erede maschio dovesse ereditare la terra del padre defunto e, nel caso in cui non vi fosse nessun figlio, la figlia maggiore avrebbe ereditato la proprietà. Tuttavia le vedove potevano ereditare la proprietà quando avevano ancora dei figli minori, o se venivano create disposizioni in tal senso.
Peter Franklin (1986) ha esaminato le donne locatarie di Thornbury (Gloucestershire) durante gli anni della peste nera (1346-53) a causa della proporzione variamente più alta della media di affittuarie. Attraverso i rotoli di corte ha scoperto che molte vedove in questa zona mantennero in modo indipendente la terra con successo. Egli ha sostenuto che alcune vedove si sarebbero risposate propriamente a causa della loro tenuta e delle relative difficoltà finanziarie di mantenere la terra ereditata o a seguito di pressioni comunitarie per impedire alla vedova di avere un servo maschile che vivesse all'interno della sua casa. Il nuovo matrimonio avrebbe messo la vedova sotto il controllo diretto del suo nuovo marito.
Tuttavia alcune vedove non si risposarono mai ed ebbero il possesso della terra fino alla morte, garantendo così la propria indipendenza; anche vedove più giovani le quali avrebbero sempre avuto più tempo per risposarsi scelsero invece di rimanere indipendenti. Franklin ritiene che la vita delle vedove sia stata "liberata" perché le donne avevano un controllo più autonomo sulle loro vite e una proprietà; esse furono in grado di «far valere i propri casi in tribunale, lavorare, coltivare e gestire con successo i campi».
Franklin discute anche sul fatto che alcune vedove di Thornbury ebbero un secondo e anche un terzo matrimonio; ciò avrebbe influenzato significativamente sull'eredità della proprietà, specialmente se la vedova avesse avuto dei figli con il suo secondo marito; tuttavia si sono rinvenuti diversi casi in cui i figli del primo matrimonio della vedova poterono ereditare prima del secondo marito.
McDougall nota anche come le diverse forme di matrimonio, secondo la legge canonica riguardante le nuove nozze, hanno variato tra le diverse regioni. Sia gli uomini che le donne avrebbero anche potuto essere autorizzati a risposarsi liberamente ma anche, al contrario, essere stati limitati o costretti ad eseguire una lunga penitenza tariffata prima di poterlo fare.

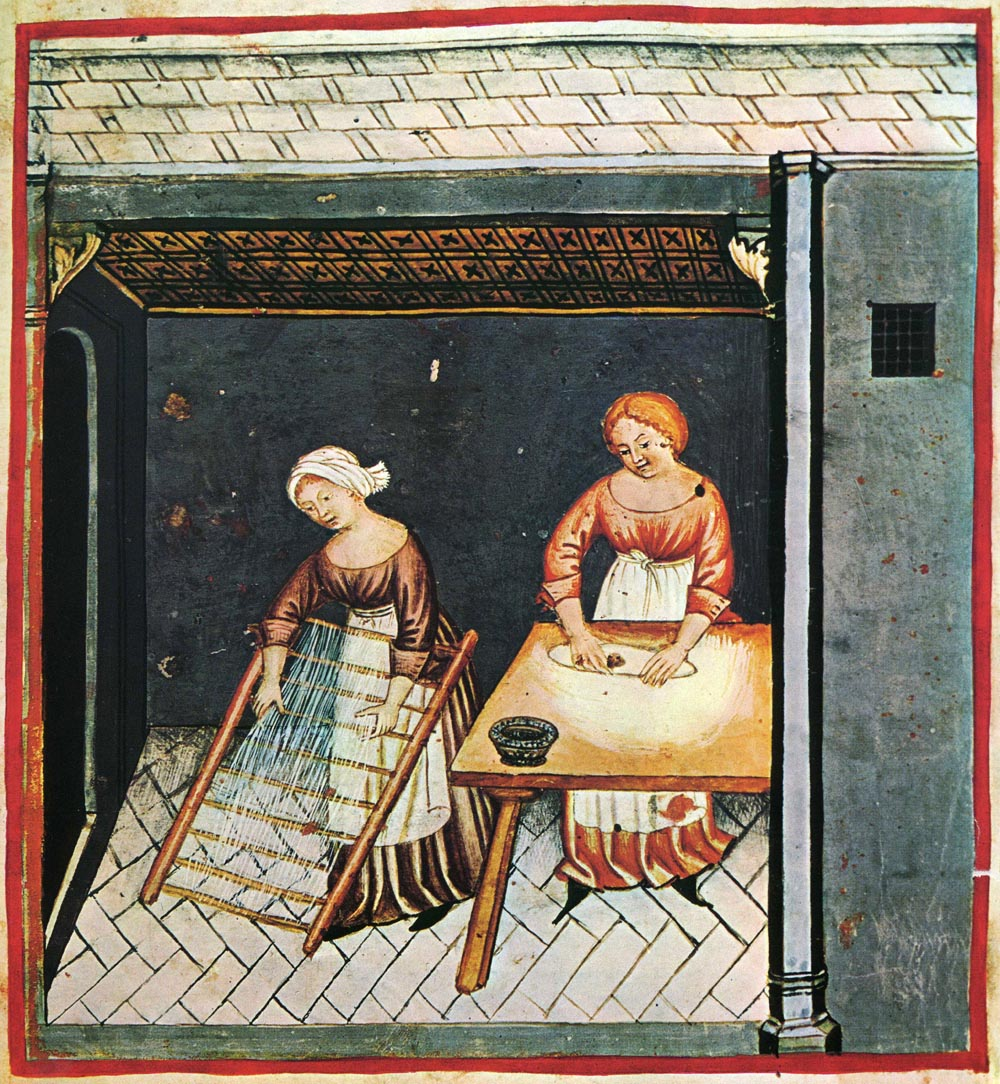
Donne al lavoro dentro casa. Immagine tratta dai Tacuina sanitatis (XIV secolo).

## Donne contadine
L'intera società medievale fu essenzialmente retta dal patriarcato. Lo storico marxista Chris Middleton ha indicato che questo tipo di controllo venne assunto capillarmente; in forma ideale, le donne dovevano sottostare al controllo maschile, indipendentemente dalla classe sociale d'appartenenza.
Middleton ha fatto le seguenti osservazioni generali sulle donne contadine inglesi: «la vita di una donna contadina era, infatti, avvolta dal divieto e dalla limitazione generalizzata». Le donne dovettero assoggettarsi prima al padre o al capofamiglia maschio; in seguito, se sposate, al marito, sotto la cui guida rimaneva per tutto il resto della propria esistenza. Le contadine inglesi generalmente non poterono mantenere la proprietà delle terre per lungo tempo, raramente impararono un'occupazione artigianale ed ancor più raramente avanzarono oltre la posizione di assistenti; non poterono mai infine diventare funzionari pubblici.
Le donne contadine sottostarono a numerose restrizioni nei riguardi del loro comportamento da parte dei loro signori feudali. Se una donna fosse risultata incinta senza essere sposata, o se avesse avuto delle relazioni sessuali al di fuori del matrimonio religioso, il signore aveva diritto ad un risarcimento. Il controllo delle donne contadine costituì una funzione comportante notevoli vantaggi finanziari per i signori; questo non fu motivato dallo stato morale delle donne in quanto, anche durante questo periodo, l'attività sessuale non era regolata rigidamente, essendovi coppie le quali semplicemente avevano una convivenza al di fuori di una qualsiasi cerimonia formale; ma ciò, ancora una volta, solo a condizione che ricevessero il permesso del loro signore. Anche senza un signore feudale coinvolto nella sua vita, una donna continuava a subire ancora la supervisione da parte del padre, dei fratelli o degli altri membri maschili della famiglia. Le donne ebbero sempre davvero poco controllo sulle proprie vite.
Middleton ha fornito però anche alcune eccezioni: le donne contadine inglesi, per loro conto, avrebbero potuto intentare una causa giudiziaria; alcune donne le quali riuscirono a mantenere i propri diritti di proprietà godettero di una particolare immunità; mentre alcuni commerci (come la produzione della birra), fornirono una certa indipendenza alle lavoratrici. Middleton, tuttavia, ha considerato queste solo come eccezioni le quali hanno richiesto agli storici di modificare, piuttosto che rivedere completamente, "il modello essenziale della sottomissione femminile".

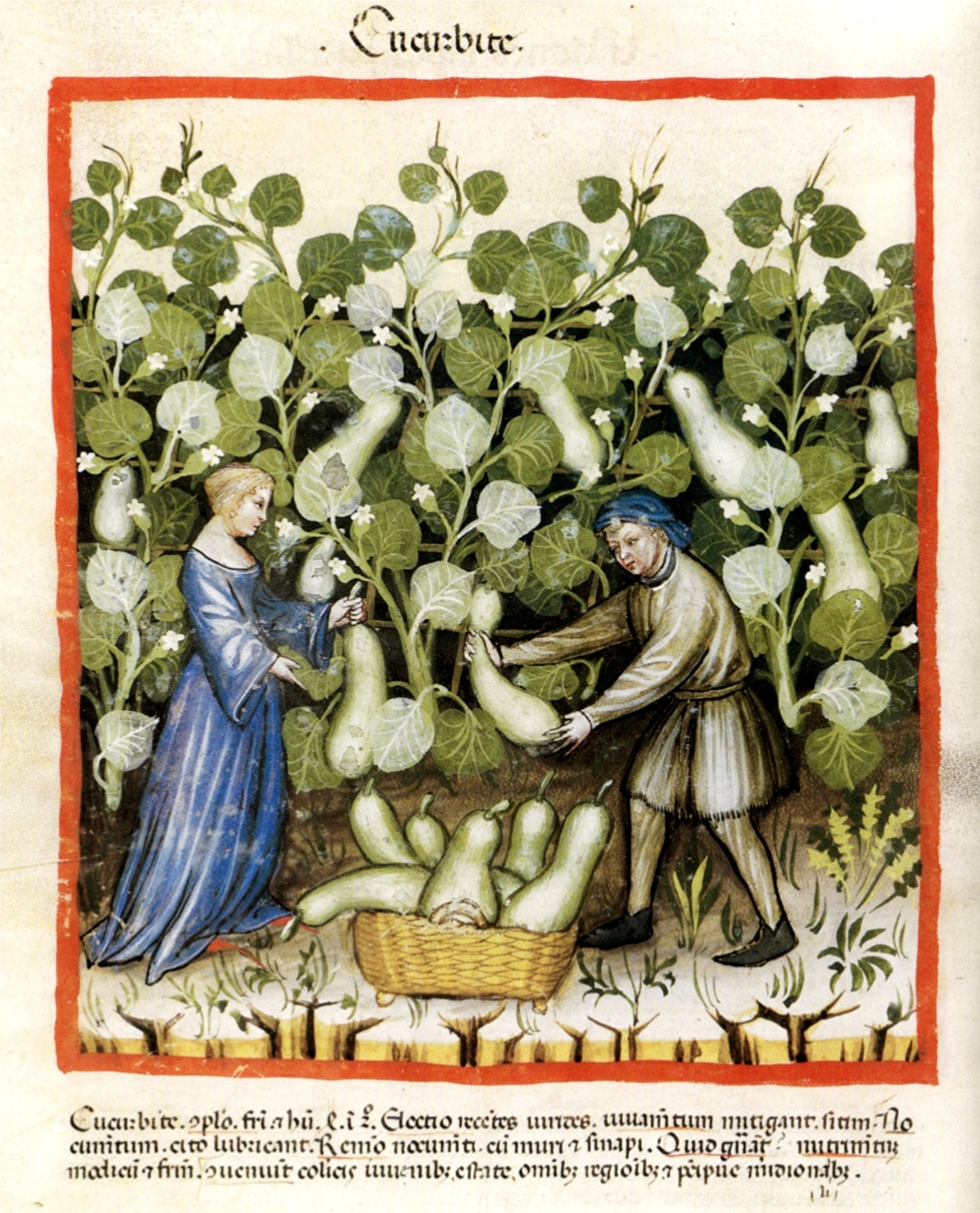
Una donna al lavoro in una piantagione insieme ad un uomo.

### Condizione femminile economica
Nell'Europa occidentale medievale la società e l'economia furono essenzialmente di base rurale. Il 90% della popolazione europea visse in campagna o in cittadine di dimensioni assai ridotte. L'agricoltura svolse un ruolo importante nel sostenere una tale tipologia economica. A causa della mancanza di dispositivi meccanici, le attività vennero eseguite soprattutto grazie al lavoro umano.
Sia gli uomini che le donne parteciparono alla forza lavoro medievale e la maggior parte dei lavoratori vennero mai pagati attraverso un salario, in quanto lavorarono quasi sempre indipendentemente sulla propria terra e produssero da sé i beni necessari per i propri consumi. Whittle ha avvertito che il «presupposto moderno basantesi sul fatto che il coinvolgimento economico attivo e il duro lavoro si traducono in stato e ricchezza» non vale durante il Medioevo, poiché il lavoro duro garantì solamente la sopravvivenza contro la fame e poco più. Infatti, anche se le contadine lavorarono duramente come gli uomini, esse subirono molti svantaggi, come il possedere meno abitazioni di proprietà, le varie esclusioni professionali e minori guadagni se si fossero occupate delle terre altrui.

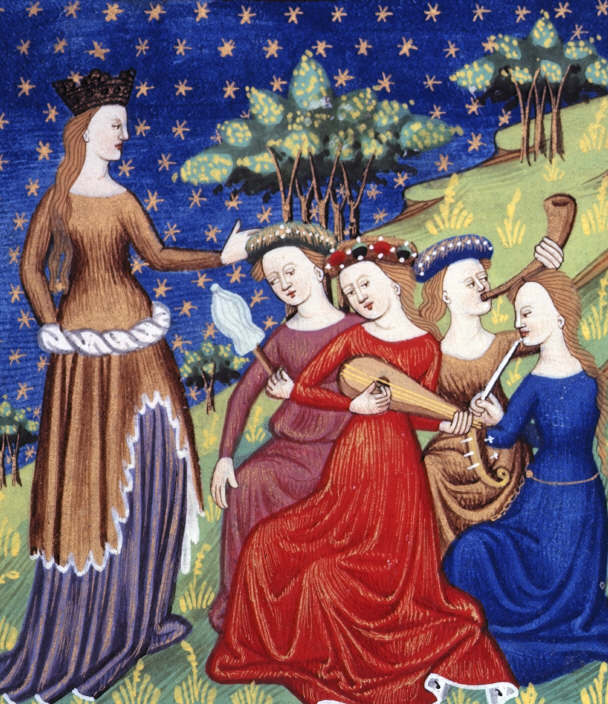
Una signora della nobiltà con le accompagnatrici che suonano strumenti musicali. Illustrazione tratta da De claris mulieribus di Giovanni Boccaccio (inizio XV secolo).

### Proprietà terriera
Per poter prosperare gli europei medioevali avrebbero avuto bisogno di diritti che gli consentissero di possedere i terreni, le abitazioni e i beni. Nel complesso gli uomini ebbero più possedimenti rispetto alle donne.
La proprietà della terra coinvolse diversi modelli di eredità, soprattutto secondo il genere di appartenenza degli eredi, nel panorama dell'Europa occidentale; in Inghilterra, Normandia e nel paese Basco prevalse la primogenitura; nella regione basca il figlio maggiore indipendentemente dal fatto che fosse maschio o femmina - ereditava la totalità delle terre; in Normandia solo i figli poterono ereditare; in Inghilterra fu il figlio più grande ad ereditare generalmente tutte le proprietà, ma a volte si attuò l'eredità congiunta tra i figli (mentre le figlie femmine poterono ereditare solo in mancanza di maschi).
Nella penisola scandinava i figli ereditarono il doppio delle figlie femmine, mentre i fratelli tra di loro ricevettero quote uguali. Nella Francia settentrionale, in Bretagna e nel Sacro Romano Impero i figli e le figlie godevano di un'eredità in parti uguali; ogni erede avrebbe ricevuto una quota a prescindere dal sesso (ma i genitori avrebbero sempre potuto favorire alcuni rispetto ad altri). Le proprietarie di terreni, siano esse state nubili o sposate, avrebbero potuto concedere o vendere il terreno come da loro ritenuto più idoneo; inoltre gestirono le proprietà quando i loro mariti venivano costretti a partire per la guerra, i viaggi politici o i pellegrinaggi.

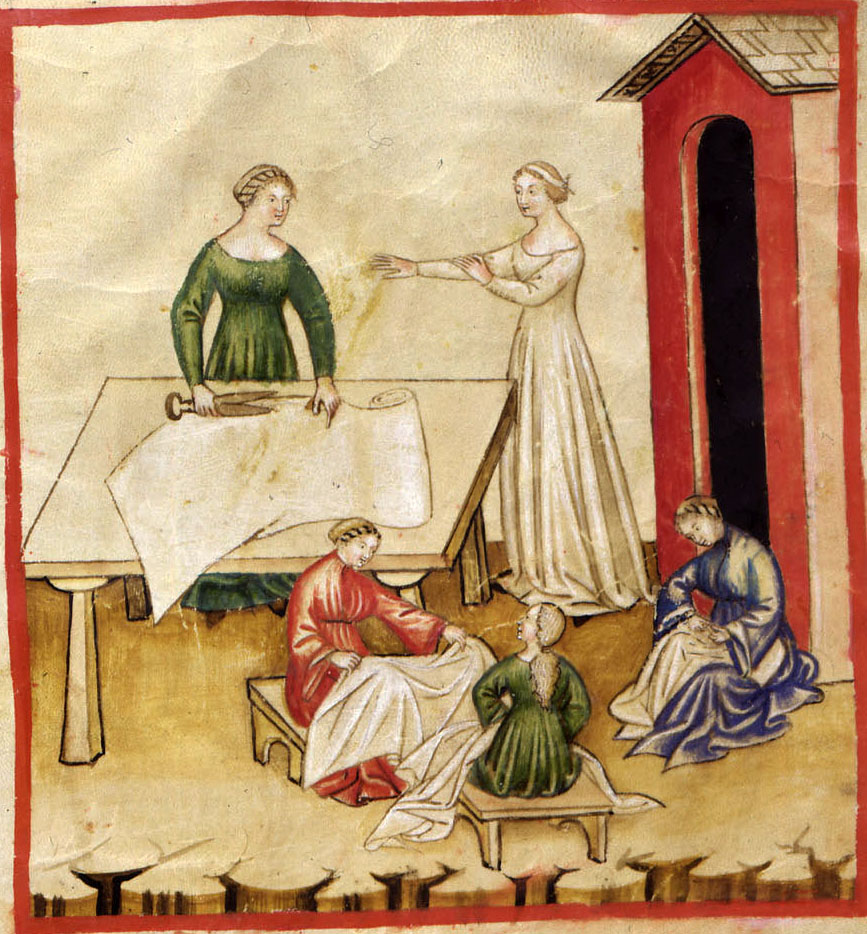
Aspetti di vita quotidiana femminile; la lavorazione del lino (Tacuina sanitatis, XIV secolo).

Tuttavia con il passare del tempo alle donne vennero sempre più date, come dote, beni mobili come il denaro invece della terra. Anche se almeno fino all'anno 1.000 la proprietà femminile aumentò, in seguito cominciò progressivamente a diminuire; la commercializzazione contribuì inoltre al declino della proprietà terriera femminile, poiché sempre più donne cominciarono ad abbandonare la campagna per andare a lavorare a salario in qualità di servitrici o in altri tipi di impieghi quotidiani.
Le vedove medioevali gestirono e coltivarono generalmente in maniera indipendente le terre dei coniugi deceduti; nel loro complesso le vedove vennero preferite rispetto ai figli nell'ereditare la terra; anzi, le vedove inglesi avrebbero ricevuto un terzo della proprietà condivisa dalla coppia, mentre in Normandia esse non poterono ereditare.

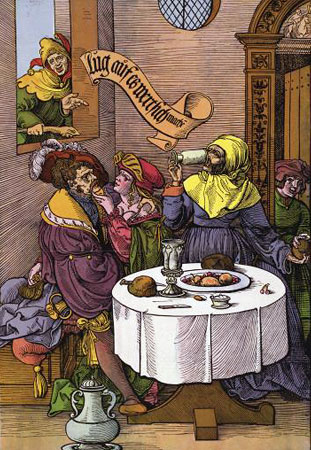
Immagine medioevale che illustra la prostituzione.

### Lavoro
Generalmente la ricerca ha determinato che vi fu un'ampia limitazione nella divisione del lavoro tra uomini e donne contadini. La storica del mondo rurale Jane Whittle ha descritto questa divisione di genere all'interno dell'ambito lavorativo nella maniera seguente: «il lavoro è stato diviso in base al genere dei lavoratori. Alcune attività sono state limitate solo a uomini o a donne, mentre per altre attività sono state preferite per essere eseguite da un sesso all'altro: gli uomini aravano, falciavano e trebbiavano, mentre le donne si occupavano della spigolatura, sgombravano dalle erbacce, legavano i covoni, facevano il fieno e raccoglievano la legna; altri infine sono stati eseguiti da entrambi, come la raccolta».
Lo status della donna nella sua qualità di lavoratrice avrebbe potuto variare anche a seconda delle circostanze; nella generalità dei casi esse avrebbero dovuto avere un tutore maschio il quale si sarebbe assunto la responsabilità legale in materia giuridico-economica. A Gand le donne furono obbligate ad avere dei tutori, a meno che non venissero emancipate o e queste non fossero mercanti prestigiose. Alle donne normanne venne vietata la possibilità di contrattare con imprese commerciali; mentre d'altra parte le francesi poterono discutere di questioni commerciali, non poterono però intentare cause senza la presenza dei loro mariti, a meno che non avessero sofferto degli abusi coniugali.
Le mogli castigliane, durante tutto il periodo della Reconquista goderono di trattamenti legali favorevoli, potendo svolgere mestieri ed intraprendere ogni sorta di commercio orientato verso la famiglia, vendere beni, tenere locande o alberghi e negozi, infine diventare domestiche per le famiglie più ricche. Le donne cristiane lavorarono insieme a schiave e donne libere ebree e musulmane. Ma nel corso del tempo il lavoro delle mogli castigliane si associò sempre più strettamente - o addirittura venne subordinato - a quello del marito; quando la regione di frontiera venne stabilizzata la loro condizione giuridica si deteriorò progressivamente.
Sia gli uomini che le donne contadine lavorarono in casa e fuori, nei campi. Osservando le registrazioni mortuarie pervenuteci, che rappresentano più chiaramente la vita contadina, Barbara Hanawalt ha scoperto che almeno il 30% delle donne è morta in casa rispetto al 12% degli uomini; il 9% delle donne è morta all'interno di una proprietà privata (soprattutto una casa padronale) rispetto al 6% degli uomini; il 22% delle donne è morta in aree pubbliche del villaggio di appartenenza (giardini, strade, chiese, mercati ecc.) rispetto al 18% degli uomini.
Gli uomini dominarono la percentuale di morte accidentale verificatasi nei campi con il 38% rispetto al 18% delle donne ed infine gli uomini ebbero il 4% in più di morti accidentali nell'acqua; la morte accidentale delle donne, pari al 61% si verificò in casa o all'interno del perimetro dei villaggi, mentre per gli uomini ciò costituì soltanto il 36% dei casi.
Queste informazioni sono correlate con le attività e le mansioni in materia di manutenzione e responsabilità del lavoro in famiglia; queste includono: la preparazione di alimenti, la lavanderia, la cucitura, la preparazione i birra e la raccolta dell'acqua, spegnere gli inizi d'incendio, l'allevamento dei bambini, la raccolta di prodotti e la loro lavorazione utilizzando animali domestici. Al di fuori della famiglia e del villaggio il 4% delle donne è morta a causa d'incidenti agricoli rispetto al 19% degli uomini ed infine nessuna donna è morta in lavori di edilizia o carpenteria.
La suddivisione del lavoro secondo il genere può essere dovuta alla presenza di rischi di aggressioni, violenza e relativa perdita della verginità, più probabile nel lavoro dei campi o all'esterno della casa e del villaggio.
Tre furono le attività principali svolte sia da uomini sia da donne contadine: piantare il cibo, accudire il bestiame e fabbricare tessuti, così come viene descritto nel Salterio; questo nelle terre tedesche meridionali e inglesi. Donne di differenti classi sociali svolsero anche attività diverse; le donne ricche urbanizzate avrebbero potuto diventare commercianti come i loro mariti o addirittura finanziatrici; le donne della borghesia lavorarono nelle industrie tessili, occuparsi di negozi, locande e delle industrie della birra; mentre le donne più povere fecero spesso le venditrici ambulanti e pranzavano all'aperto negli stessi luoghi di mercato od infine si occuparono del lavoro domestico per famiglie più ricche in qualità di servitrici o lavandaie.
Gli storici moderni hanno assunto che solamente alle donne venne assegnato il compito di assistenza all'infanzia e che, pertanto, dovettero di necessità lavorare nei pressi delle case, anche se poi le responsabilità connesse - tranne l'allattamento al seno - avrebbero benissimo anche potuto essere soddisfatte lontano da casa; si può pertanto presumere che non fossero esclusive per le donne. Nonostante ciò la cultura europea medioevale fu fortemente impregnata di patriarcato il quale ha posto le basi per l'inferiorità femminile opponendosi decisamente all'indipendenza delle donne; questo affinché le lavoratrici non potessero contrattare i propri servizi lavorativi senza la previa approvazione del marito.
Molte vedove vennero invece registrate come agenti economici indipendenti; nel frattempo una donna sposata, soprattutto tra gli artigiani, poteva anche - sempre in certe limitate circostanze - esercitare una propria succursale commerciale come donna singola, identificata legalmente ed economicamente in quanto separata dal marito; avrebbe potuto imparare le proprie abilità artigianali dai genitori in qualità di apprendista, lavorare da sola, condurre affari, contrattare o addirittura rivolgersi ai tribunali.
Vi sono prove che le donne eseguirono non solo responsabilità di pulizia, come la cottura dei cibi e le faccende domestiche, ma anche altre attività come la macinazione, la fermentazione della birra, la macellazione e la filatura; oltre alla produzione di farina, carne, formaggi e tessuti sia per il consumo diretto ma anche per la vendita. Una ballata inglese anonima del XV secolo apprezzò le attività svolte dalle donne contadine inglesi come la pulizia, la produzione di alimenti e tessuti oltre che per la custodia dei bambini.
Anche se la produzione di stoffa, di birra e di latticini risultarono essere mestieri associati alle donne, i lavoratori tessili e i birrai maschi col tempo divennero sempre più numerosi, in special modo grazie al mulino ad acqua, al telaio orizzontale e all'invenzione della birra salata aromatica. Questi fattori favorirono la commercializzazione di stoffa e birra, dominata dai lavoratori maschi i quali avevano più tempo disponibile, ricchezza ed accesso al credito oltre che una maggior influenza politica; cominciarono in tal maniera a produrre in serie beni per la vendita piuttosto che per il consumo diretto. Nel frattempo le donne vennero sempre più relegate a compiti di basso costo nell'ambito della filatura.
Oltre a lavorare autonomamente sulle proprie terre le donne in certi casi poterono anche farsi assumere come impiegate o lavoratrici salariate. I dipendenti eseguivano le loro opere così come veniva richiesto dalla famiglia del datore di lavoro; gli uomini si potevano occupare delle pulizia e della cucina, mentre le donne della lavanderia. Come i lavoratori rurali indipendenti, anche quelli salariati svolsero compiti complementari basati su una netta suddivisione di ruolo di genere; alle donne inoltre venne sempre concessa solo la metà della paga rispetto agli uomini, anche se entrambi avessero svolto lavori del tutto simili.
Dopo che la peste nera (metà XIV secolo) ebbe ucciso una gran parte della popolazione europea e portò di conseguenza ad una grave mancanza di manodopera, le donne riempirono le lacune professionali nei settori del tessile e dell'agricoltura. Simon Pinn sostiene che una tale carenza di manodopera fornì delle insperate opportunità economiche per le donne, ma Sarah Bardsley e Judith Bennett hanno sostenuto invece che in ogni caso le donne vennero pagate circa il 50-75% in meno rispetto agli uomini. Bennett ha attribuito questo divario basato sul genere i pregiudizi patriarcali i quali svalutarono sempre il lavoro femminile, ma John Hatcher ha contestato tale affermazione sottolineando come uomini e donne ricevettero invece gli stessi salari per parità di lavoro, ma che le donne ricevettero minori stipendi giornalieri con la scusa che esse fossero fisicamente più deboli e che avrebbero dovuto sacrificare ore di lavoro per altri compiti domestici. Whittle ha dichiarato che il dibattito non è ancora stato risolto.
Per illustrare la situazione il poema Piers Plowman (1370-90) di William Langland dipinge un quadro assai pietoso della donna contadina medioevale: «afflitta dai figli, dai padroni e dai proprietari della casa, ciò che possono mettere da parte grazie alla filatura lo spendono per l'alloggio, per il latte e per il porridge i loro bambini che gridano per la fame, e calamità in inverno e sveglie le notti, alzarsi dal letto per dondolare la culla... che vi sia pietà nel descrivere e mostrare l'imbarazzo di queste donne che vivono in capanne».

### Donne contadine e salute
Le donne contadine per tutto il periodo medioevale furono sottoposte ad una serie di pratiche superstiziose quando si trattava della loro salute. In Les Evangiles des Quenouilles, una raccolta di tradizioni femminili del XV secolo, i consigli per la salute delle donne furono abbondanti, come: «per la febbre scrivi le prime tre parole del Padre Nostro su una foglia di salvia, mangiala ogni mattina per tre giorni e sarai guarita».
Il coinvolgimento maschile con la sanità femminile fu diffuso; tuttavia erano vigenti dei limiti alla partecipazione maschile, soprattutto a causa della resistenza morale alla visione dei corpi femminili, in particolar modo dei genitali. Durante la maggior parte degli incontri con i medici di sesso maschile, le donne dovettero rimanere vestite, in quanto la sola vista del corpo della donna era considerata vergognosa.
Il parto venne considerato come essere l’aspetto più importante della salute delle donne; tuttavia ben poche testimonianze storiche ne documentano l'esperienza. Le infermiere che assistevano al parto si passavano le esperienze a vicenda; l'ostetrica venne riconosciuta come specialista medica legittima ed ottenne un ruolo speciale nell'assistenza sanitaria femminile. Esiste una documentazione romana nelle opere latine, che evidenziano il ruolo professionale fondamentale assunto dalle ostetriche ed il loro coinvolgimento con l'assistenza in ginecologia.
Molte donne furono guaritrici impegnate in pratiche mediche; alcune esercitarono la professione di medico con licenza regia, come ad esempio Virdimura, ebrea siciliana, moglie di un altro medico e ebreo certo Pasquale di Catania, anch'egli medico in Sicilia nel 1376. Nel XII secolo a Salerno una donna scrisse un testo intitolato Trotula (una compilazione di tre testi originali) sulla descrizione delle malattie femminili più comuni; il libro affrontò gli argomenti della nascita, che richiedevano un'assistenza medica, divenendo rapidamente la base per il trattamento delle donne. Sulla base di informazioni mediche sviluppate in epoca greco-romana, questi testi discussero sull'alimentazione, le malattie ed i possibili trattamenti nelle questioni sanitarie inerenti alle donne.
La badessa Ildegarda di Bingen scrisse nel suo trattato del XII secolo Physica and Causae et Curae su molte questioni riguardanti la salute femminile; Ildegarda divenne presto una delle più note autrici mediche medioevali, In particolare contribuì a far conoscere le preziose proprietà delle piante, l'uso delle erbe e le osservazioni riguardanti la fisiologia femminile. Diviso in 9 sezioni il volume esamina gli usi medici dei vegetali, degli elementi della terra e degli animali. Sono incluse anche indagini sui metalli e le pietre preziose; Ildegarda esplorò temi come la risata, le lacrime e gli starnuti da un lato e veleni ed afrodisiaci dall'altro.
La sua intera opera venne compilata in un ambiente religioso, ma ella si affidò anche alla sapienza degli antichi e ai nuovi risultati ottenuti per migliorare la salute delle donne; l'opera non solo affronta malattie e cure, ma esplora anche la teoria della medicina e la natura e forma del corpo umano femminile.